# Cantón de Iholdy
El cantón de Iholdy era una división administrativa francesa, situada en el departamento de los Pirineos Atlánticos y la región Aquitania.

## Composición
El cantón de Iholdy está formado por 14 comunas:
- Arhansus
- Armendarits
- Bunus
- Hélette
- Hosta
- Ibarrolle
- Iholdy
- Irissarry
- Juxue
- Lantabat
- Larceveau-Arros-Cibits
- Ostabat-Asme
- Saint-Just-Ibarre
- Suhescun.

## Supresión del cantón de Iholdy
En aplicación del Decreto nº 2014-248 de 25 de febrero de 2014 el cantón de Iholdy fue suprimido el 22 de marzo de 2015 y sus catorce comunas pasaron a formar parte del nuevo cantón de País de Bidache, Amikuze y Ostibarre.